# Center for Moderne Kulturstudier
Center for Moderne Kulturstudier (engelsk: Centre for Contemporary Cultural Studies, forkortet CCCS)  var et forskningscenter ved University of Birmingham, England. Det blev grundlagt i 1964 af Richard Hoggart, der blev centrets første leder. Centret fokuserede på det dengang nye akademiske felt kulturstudier og arbejdede med temaer inden for subkulturer, populærkultur og medievidenskab. Centret og dets tilknyttede teoretikere havde generelt set en tværfaglig tilgang til kulturstudier og inddrog tanker fra marxisme, poststrukturalisme, feminisme, samt mere etablerede metoder hentet fra sociologi og etnografi. Noget af forskningen undersøgte repræsentationer af forskellige grupper i massemedierne og evaluerede virkningerne og fortolkningerne af disse repræsentationer på deres publikum (se repræsentationskritik).